# Freys Hotel

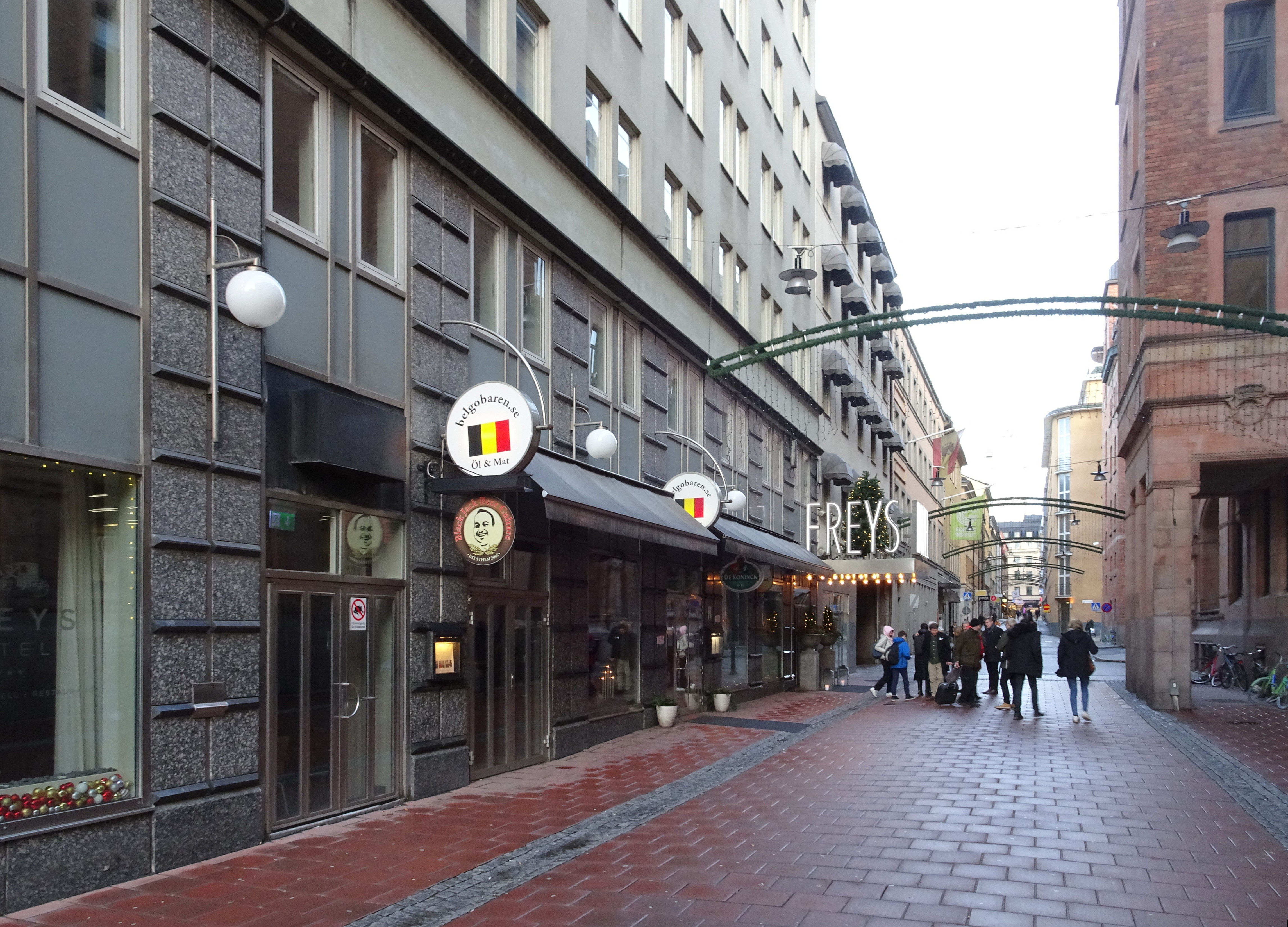
Freys Hotel, Bryggargatan, 2019.

Freys Hotel är ett hotell vid Bryggargatan 12 på Norrmalm i Stockholms innerstad. Hotellet öppnade 1989 och är uppkallat efter hästen Frey som vann distansritten mellan Jönköping och Stockholm 1895.

## Historik

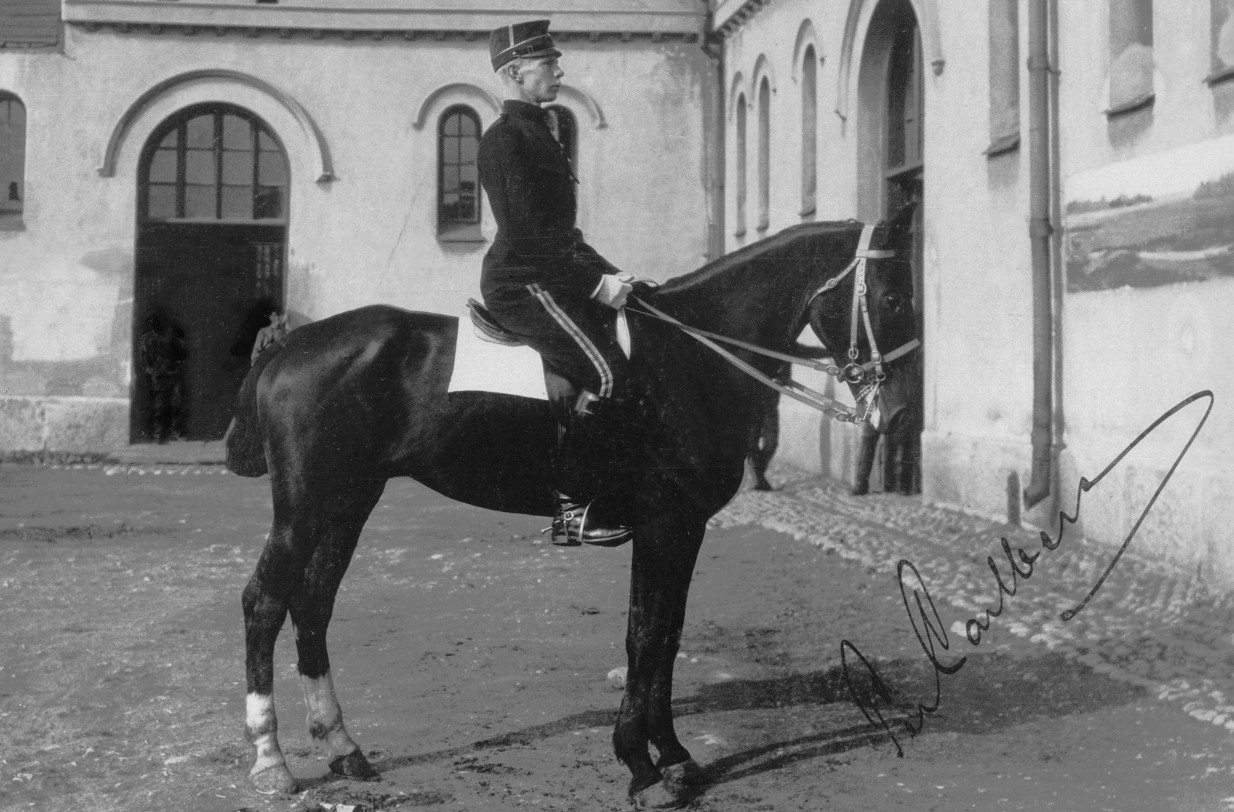
Frey och underlöjtnant Carlberg, 1895.

På fastigheten Pilen 30, Bryggargatan 12 i hörnet med Vasagatan fanns i ett hus från 1864 det anrika Hotel Savoy. I samma hus låg restaurangen Pilen, en av Klarakvarterens populära serveringsställen. 1988 uppfördes en ny byggnad på fastigheten och företagaren Anders Läck beslöt att öppna en ny hotellrörelse vid namn Freys Hotel. Den 6 juni 1989 skedde invigningen med en parad av hästar och bilar. 
”Freys” är ett av Stockholms äldsta varumärken och går tillbaka till hästen Frey (eller Frej) som, riden av underlöjtnant Per Carlberg, vann en mycket uppmärksammad distansritt mellan Jönköping och Stockholm. Tävlingen gick mellan den 3 och 6 oktober 1895 från Jönköping över Västerås till Stockholm, och Frey vann de då 45 milen på tiden 44.22,30 timmar, vilket motsvarade ett snittempo på cirka 10 km/h inklusive vila.
Därefter kom företagsnamnet ”Freys” användas för Freys Hyrverk som grundades 1896. Firman transporterade välbeställda och kända personer med häst och vagn och senare i dyra bilar, bland dem kungligheter, popstjärnor och nobelpristagare. Företaget ägdes mellan 1974 och 1991 av Anders Läck och tillhandahåller idag Skandinaviens största limousineservice.

## Verksamhet
Freys Hotel på Bryggargatan förfogar över 127 hotellrum med storlekar mellan 9 m² och 25 m² samt en konferensvåning med tio mötesrum. Restaurangen ligger i bottenvåningen och drivs tillsammans med Belgieninspirerade Belgobaren. Hotellet har en filial kallad Hotel Lilla Rådmannen beläget vid Rådmansgatan 67 och invigd 1999. Här finns 62 rum och nio mötesrum. Idag (2019) drivs Freys Hotel och Hotel Lilla Rådmannen av Anders Läcks son Niklas.

## Bilder

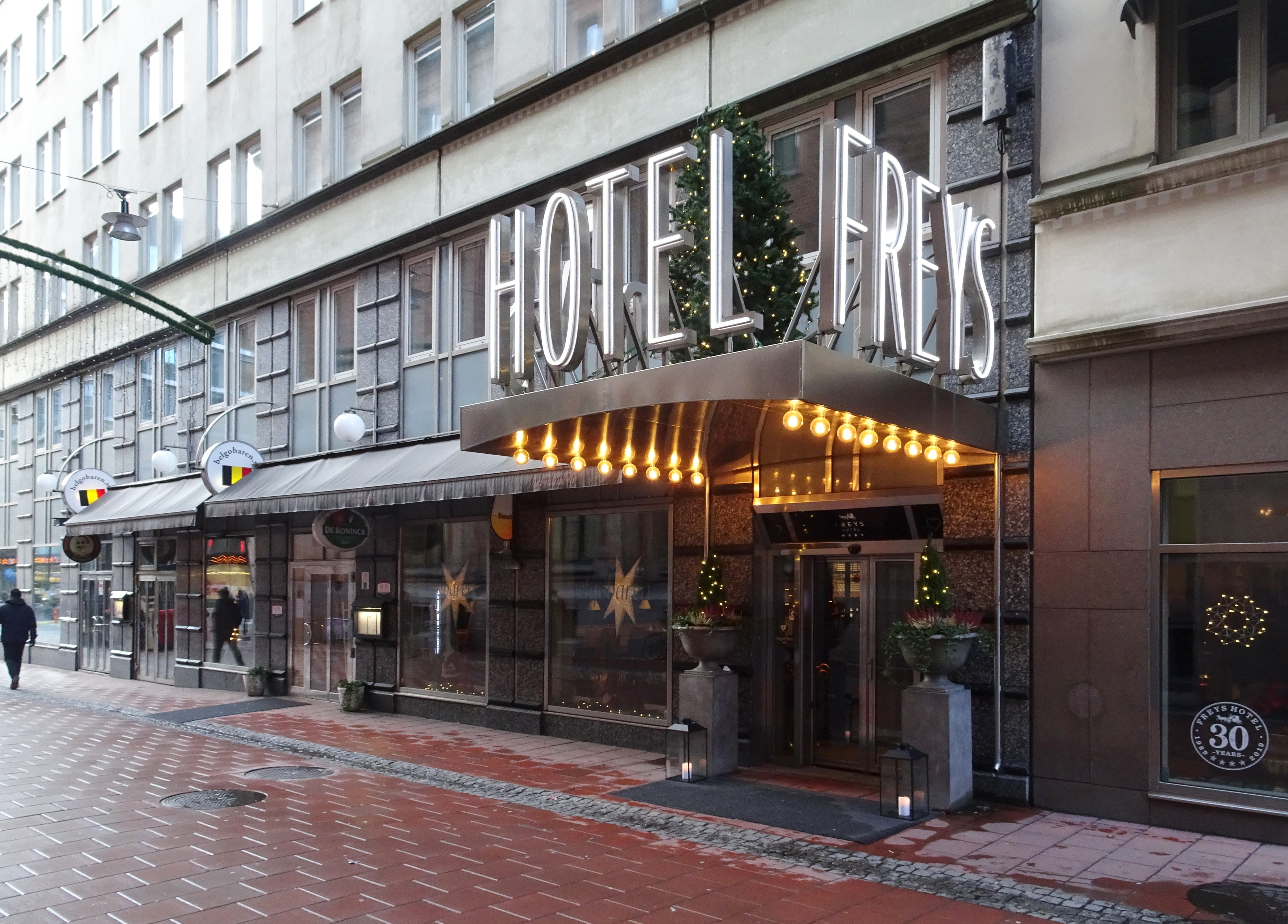
Freys Hotel, Bryggargatan 12B.
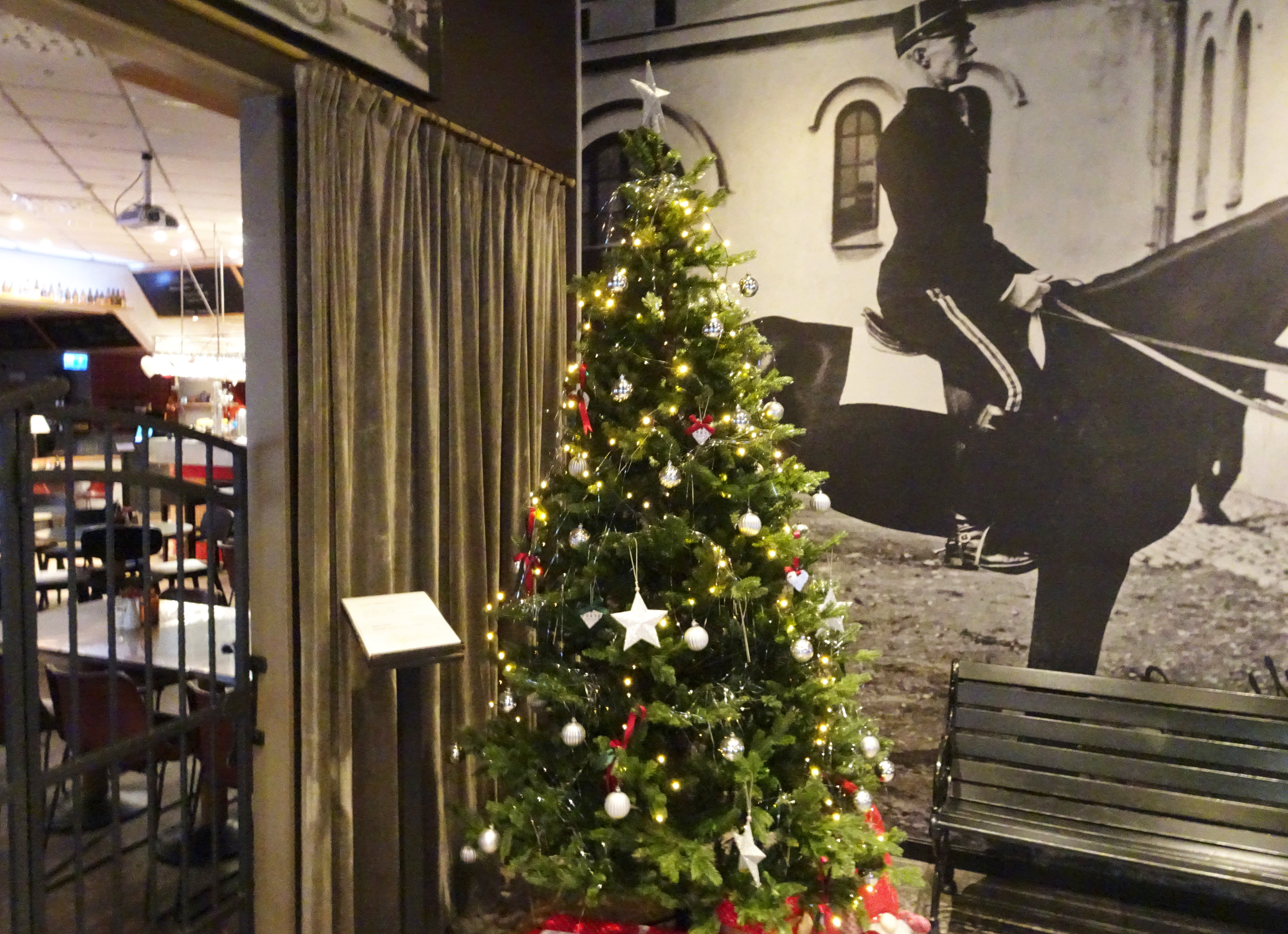
Hästen "Frey" i hotellobbyn.
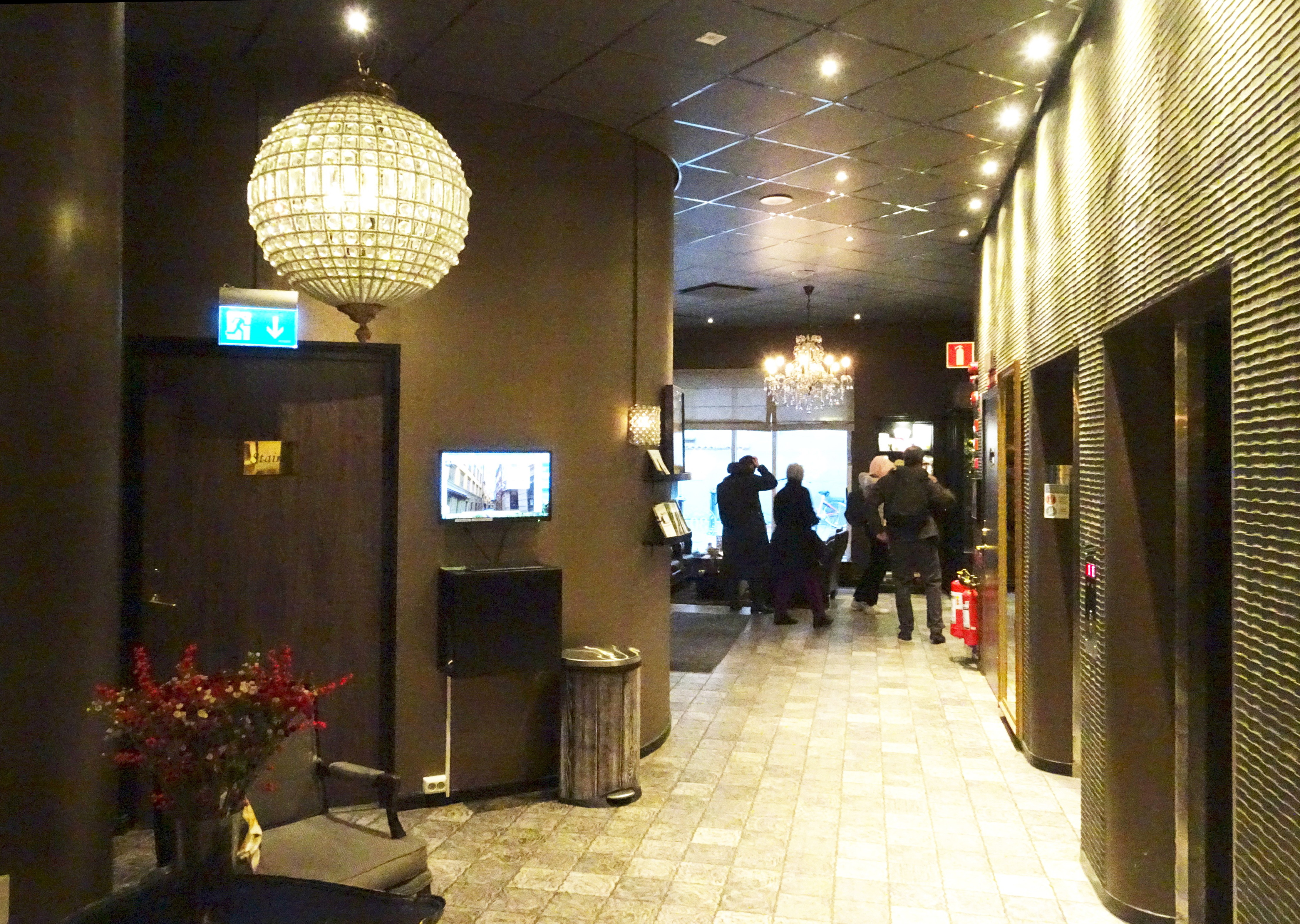
Receptionen.
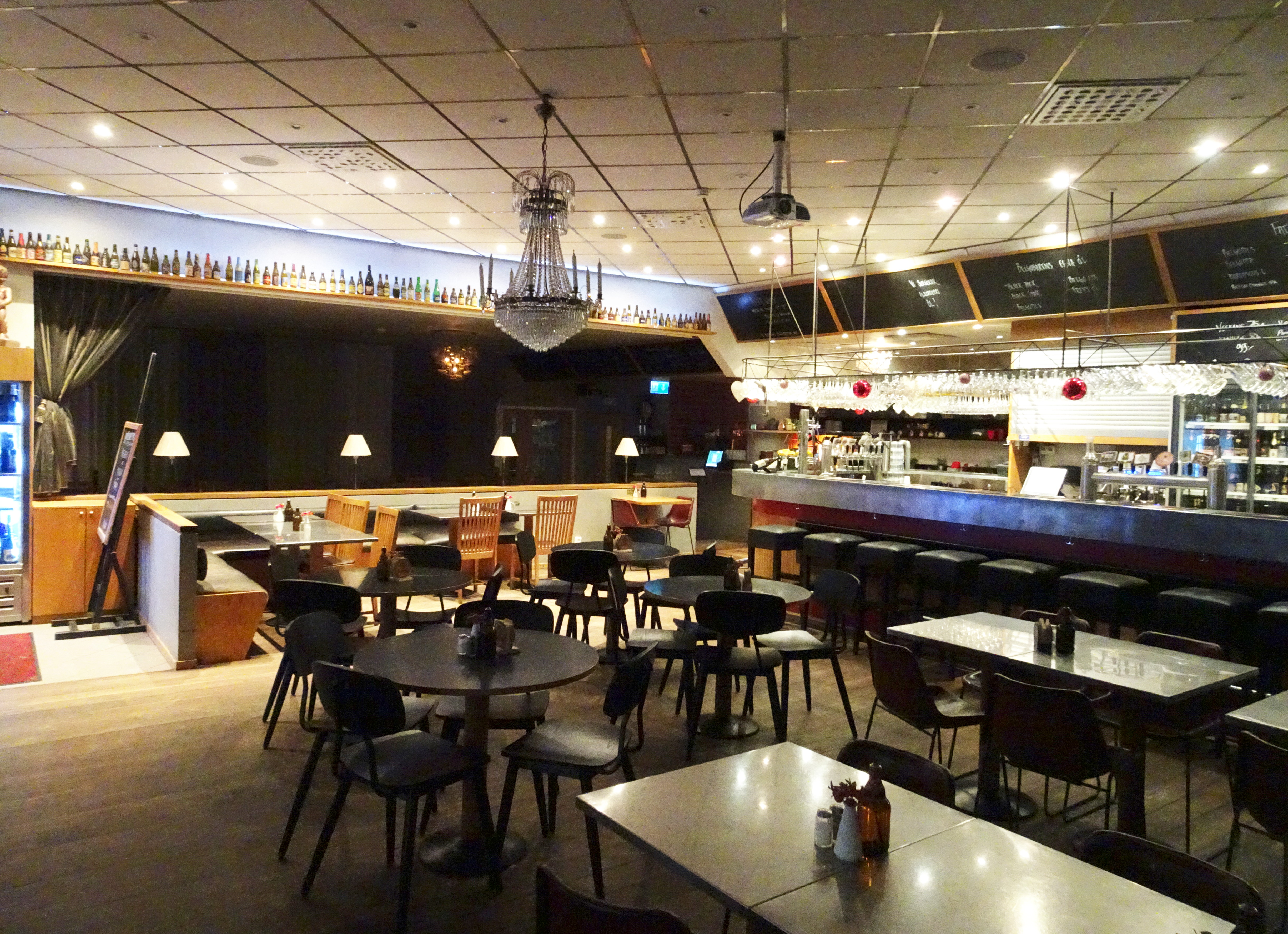
Belgobaren.